# Księginice (powiat trzebnicki)
Księginice – wieś w Polsce położona w województwie dolnośląskim, w powiecie trzebnickim, w gminie Trzebnica.

## Podział administracyjny
W latach 1975–1998 miejscowość należała administracyjnie do województwa wrocławskiego.

## Demografia
Według Narodowego Spisu Powszechnego (III 2011 r.) liczyły 692 mieszkańców. Są największą miejscowością gminy Trzebnica.